# Кропивня (притока Вересні)
Кропивня — річка в Україні, у Іванківському районі Київської області. Права притока Вересні (басейн Прип'яті).

## Опис
Довжина річки приблизно 11 км.

## Розташування
Бере початок на північному заході від Малої Макарівки. Тече переважно на північний захід через Поталіївку і на північному сході від Димарки впадає у Вересню, праву притоку Ужа.